# Intimiteitscoördinator
Een intimiteitscoördinator ziet erop toe dat acteurs en actrices zich niet ongemakkelijk voelen bij het spelen van intieme scènes in theater-, film- en televisieproducties. Intimiteitscoördinatoren werken nauw samen met regisseurs en choreografen om te helpen bij het plannen van intieme scènes..